# アブドゥレイ・コンコ
アブドゥレイ・コンコ・ファイェ（Abdoulay Konko Faye, 1984年3月9日 - ）は、フランス・マルセイユ出身の元サッカー選手、現サッカー指導者。現役時代のポジションはDF。
父親はセネガル出身、母親はモロッコ出身である。

## 経歴
ユヴェントスFCの下部組織出身。2004年、マッテオ・パーロらユヴェントスの若手数人と共にFCクロトーネへレンタルされプロデビューした。2006年にユヴェントスと共同保有となったACシエーナでプレーした。2007年1月25日、ジェノアCFCに移籍した。同時に100万ユーロがジェノアに支払われ、ドメニコ・クリッシトがユヴェントスに移籍した。
2008年6月19日、FCバルセロナに移籍したダニエウ・アウヴェスの代役を探していたセビージャFCに900万ユーロの移籍金と5年契約で移籍した。8月31日、開幕戦のラシン・サンタンデール戦で初出場した。しかし、ポジションを確保するには至らず。先発メンバーから外れることもあり、リーグ戦14試合の出場に留まった。
結局セビージャではレギュラーを獲得できず、2011年1月22日にジェノアに復帰。主に右サイドバックとして13試合に出場した。7月1日、ユヴェントスに移籍したステファン・リヒトシュタイナーの後釜としてSSラツィオと4年契約を結んだ。移籍金は600万ユーロと報道されている。
2016年8月19日、アタランタBCへ自由移籍で加入した。2017-18シーズン限りで現役を引退し、指導者を目指すことを表明した。

## タイトル
セビージャ
- コパ・デル・レイ ： 2009-10

ラツィオ
- コッパ・イタリア ： 2012-13